# 청송경찰서
청송경찰서(靑松警察署, Cheongsong Police Station)는 경상북도경찰청이 관할하는 경찰서 중 하나이다. 경상북도 청송군 청송읍 월막리 444번지에 위치하고 있다.
서장은 총경으로 보한다.

## 기본 정보
- 주소: 경상북도 청송군 청송읍 월막1길 5-15

## 연혁
- 1945년 10월 21일 국립경찰 창설과 함께 청송파출소 개서
- 1946년 4월 11일 경찰서로 개칭
- 2003년 12월 19일 현 청사 신축

## 관할 파출소
청송경찰서는 7개의 파출소를 산하에 두고 있다.
| 명칭       | 사진 | 주소                | 관할구역       | 치안센터     |
| ---------- | ---- | ------------------- | -------------- | ------------ |
| 청송파출소 |      | 청송읍 금월로 273   | 청송읍, 파천면 | 파천치안센터 |
| 부남파출소 |      | 부남면 대전로 127   | 부남면         |              |
| 진보파출소 |      | 진보면 진보로 129   | 진보면         |              |
| 부동파출소 |      | 주왕산면 이전앞길 5 | 부동면         |              |
| 현동파출소 |      | 현동면 청송로 2667  | 현동면         |              |
| 현서파출소 |      | 현서면 구산동로 43  | 현서면         |              |
| 안덕파출소 |      | 안덕면 안덕로 95    | 안덕면         |              |

## 같이 보기
- 경상북도지방경찰청